# بهره‌وری اقتصادی
در علم اقتصاد، عبارت بهره‌وری اقتصادی برای اشاره به استفاده از منابع به گونه‌ای که تولید کالا و خدمات بیشینه شود به کار می‌رود. یک سیستم اقتصادی از دیگر سیستم‌های اقتصادی موثرتر است (بهره‌وری بیشتری دارد) اگر بتواند کالا و خدمات بیشتری بدون استفاده از منابع بیشتر، تولید کند. به طور دقیق، شرایطی می‌تواند از لحاظ اقتصادی موثرتر خوانده شود که:
- هیچ کس بدون بدتر شدن شرایط دیگری شرایط اش بهتر نشود.
- هیچ خروجی اضافه‌ای بدون افزایش میزان ورودی‌ها به دست نیاید.
- تولیدات با پایین‌ترین هزینه در هر واحد به دست آیند.